# Luke Romano
Luke Romano (nacido en Nelson, el 16 de febrero de 1986) es un jugador de rugby neozelandés, que juega de segunda línea para la selección de rugby de Nueva Zelanda y, actualmente (2015) para los Crusaders en el Super Rugby y Canterbury en la Mitre 10 Cup.
Debutó con los All Blacks en un partido contra la selección de rugby de Irlanda, celebrado en Hamilton el 23 de junio de 2012. Formó parte de la selección neozelandesa que quedó campeona de la Copa Mundial de Rugby de 2015. 